# Handlová
Handlová es un municipio del distrito de Prievidza en la región de Trenčín, Eslovaquia, con una población estimada a final del año 2024 de 15 457 habitantes.
Se encuentra ubicado al este de la región, cerca del río Nitra (cuenca hidrográfica del Danubio) y de la frontera con las regiones de Banská Bystrica y Žilina.

## Famosos
- Martin Škrtel (1984-), futbolista.

## Demografía
| Año        | 1994   | 2004    | 2014    | 2024     |
| ---------- | ------ | ------- | ------- | -------- |
| Población  | 18 185 | 17 805  | 17 518  | 15 457   |
| Diferencia |        | −2,08 % | −1,61 % | −11,76 % |

| Año        | 2023   | 2024    |
| ---------- | ------ | ------- |
| Población  | 15 608 | 15 457  |
| Diferencia |        | −0,96 % |